# Матіс Боллі
Маті́с Боллі́ (фр. Mathis Bolly, нар. 14 листопада 1990, Осло) — норвезький та івуарійський футболіст, півзахисник норвезького клубу «Молде» та збірної Кот-д'Івуару.

## Клубна кар'єра
Народився 14 листопада 1990 року в Осло в родині івуарійця і норвежки, займався футболом у низці футбольних шкіл норвезької столиці.
У дорослому футболі дебютував 2008 року виступами за команду клубу «Ліллестрем», в якій провів п'ять сезонів, взявши участь у 60 матчах чемпіонату. 
До складу клубу «Фортуна» (Дюссельдорф) приєднався 2 січня 2013 року, уклавши з німецьким клубом контракт на 3,5 роки.

## Виступи за збірні
2009 року дебютував у складі юнацької збірної Норвегії, взяв участь у 3 іграх на юнацькому рівні.
У травні 2013 року прийняв пропозицію захищати на рівні національних збірних кольори батьківщини свого батька, Кот-д'Івуару. Того ж року дебютував в офіційних матчах у складі національної збірної Кот-д'Івуару. 

## Статистика виступів

### Статистика клубних виступів
Станом на 1 липня 2013 року
| Сезон                  | Клуб                    | Чемпіонат              | Чемпіонат | Чемпіонат | Національний кубок | Національний кубок | Національний кубок | Континентальні кубки | Континентальні кубки | Континентальні кубки | Суперкубки | Суперкубки | Суперкубки | Усього | Усього |
| Сезон                  | Клуб                    | Ліга                   | Ігор      | Голів     | Ліга               | Ігор               | Голів              | Ліга                 | Ігор                 | Голів                | Ліга       | Ігор       | Голів      | Ігор   | Голів  |
| ---------------------- | ----------------------- | ---------------------- | --------- | --------- | ------------------ | ------------------ | ------------------ | -------------------- | -------------------- | -------------------- | ---------- | ---------- | ---------- | ------ | ------ |
| 2008                   | «Ліллестрем»            | ТЛ                     | 2         | 0         | КН                 | 0                  | 0                  | -                    | -                    | -                    | -          | -          | -          | 0      | 0      |
| 2009                   | «Ліллестрем»            | ТЛ                     | 10        | 0         | КН                 | 2                  | 0                  | -                    | -                    | -                    | -          | -          | -          | 12     | 0      |
| 2010                   | «Ліллестрем»            | ТЛ                     | 8         | 1         | КН                 | 0                  | 0                  | -                    | -                    | -                    | -          | -          | -          | 8      | 1      |
| 2011                   | «Ліллестрем»            | ТЛ                     | 16        | 2         | КН                 | 0                  | 0                  | -                    | -                    | -                    | -          | -          | -          | 16     | 2      |
| 2012                   | «Ліллестрем»            | ТЛ                     | 24        | 4         | КН                 | 4                  | 0                  | -                    | -                    | -                    | -          | -          | -          | 28     | 4      |
| Усього за «Ліллестрем» | Усього за «Ліллестрем»  | Усього за «Ліллестрем» | 60        | 7         |                    | 6                  | 0                  |                      | -                    | -                    |            | -          | -          | 66     | 7      |
| січ.-чер. 2013         | «Фортуна» (Дюссельдорф) | БЛ                     | 7         | 2         | КН                 | -                  | -                  | -                    | -                    | -                    | -          | -          | -          | 7      | 2      |
| Усього                 | Усього                  | Усього                 | 67        | 9         |                    | 6                  | 0                  |                      | -                    | -                    |            | -          | -          | 73     | 9      |

## Досягнення
- Чемпіон Норвегії (2):

«Молде»: 2019, 2022
- Володар Кубка Норвегії (1):

«Молде»: 2021-22